# ولاية الجبل الأخضر

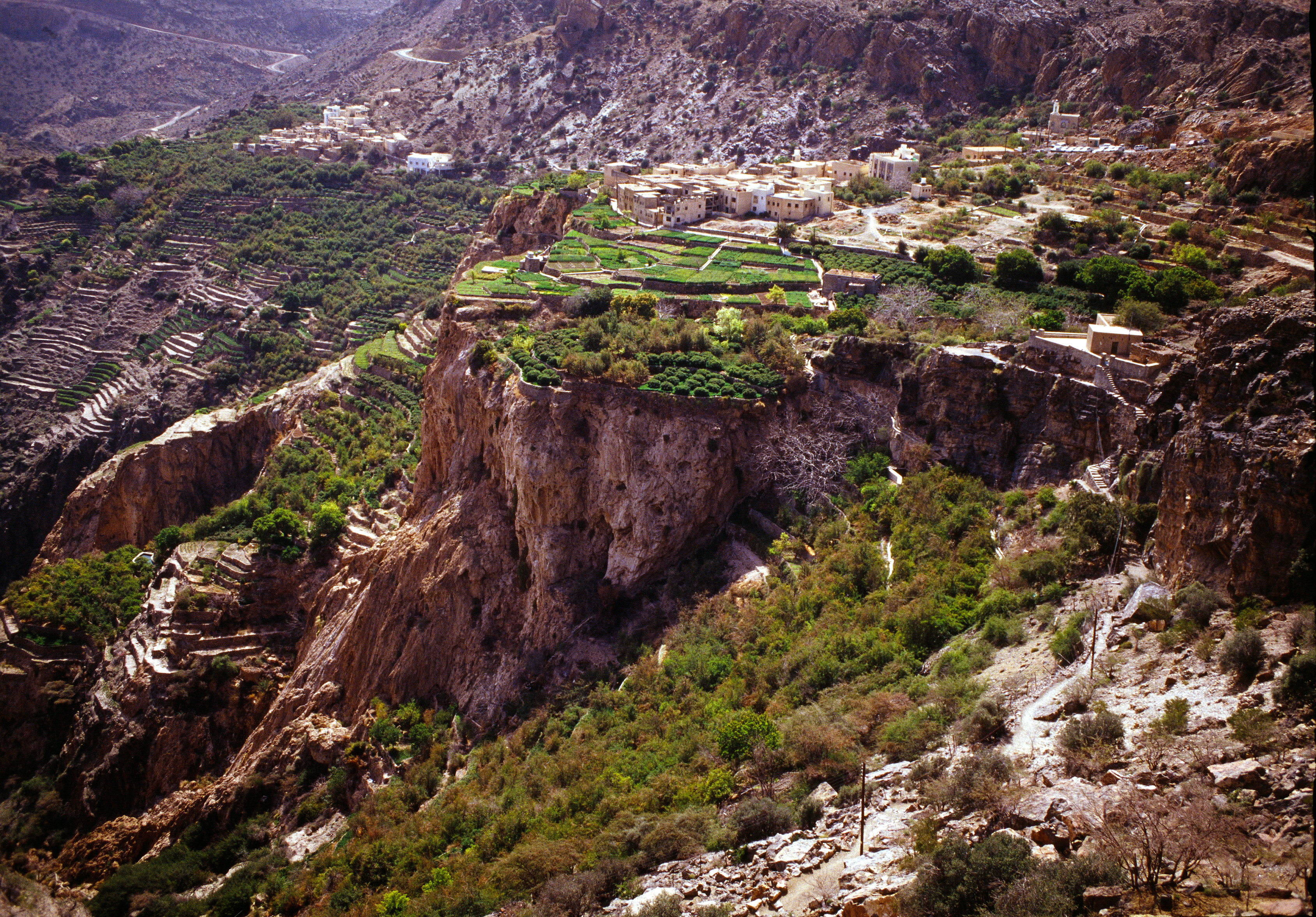
الجبل الأخضر

تقع ولاية الجبل الأخضر في محافظة الداخلية وتبعد عن العاصمة مسقط حوالي 150كم. يرتفع الجبل الأخضر عن مستوى سطح البحر نحو 3000 متر، ويتميز بطقسه المعتدل صيفا، البارد شتاءً، كما يتميز بمدرجاته الزراعية البديعة، وأشجاره وثماره الفريدة (كالتفاحيات والخوخ والرمان والمشمش وغيرها )، وتضاريسه المتنوعة، ووديانه الرائعة، وتوجد على سفوح الجبل الأخضر عدد من القرى المحتفظة بموروثها الثقافي والمساجد القديمة والمنازل الأثرية كما يوجد عدد من الكهوف والعيون والأفلاج وهو ما جعله مقصدا للسياح خصوصا مع توفر الخدمات كالفنادق والمنتجعات والأنشطة السياحية.
تعد زراعة الورد أحد كنوز الجبل الأخضر ولا تزال أحد أهم مصادر رزق سكان الجبل، الذين امتهنوا سر طهوه واستخراج مائه العذب، الذي يكاد لا يخلو منه بيت في السلطنة. وصناعة ماء الورد حرفة تقليدية التصقت بأهالي الجبل الأخضر منذ مئات السنين، حيث بات يعرف ماء ورد الجبل الاخضر بجودته ودقة تصنيعه، نظرًا لاتباع الأسلوب التقليدي الذي يعتبره مزاولو هذه المهنة السرّ وراء الجودة والانتشار الكثيف لهذا المنتج.
ويبدأ موسم الورد أواخر شهر مارس من كل عام ليصل إلى ذروته في شهر ابريل وينتهي في بدايات شهر مايو.
ويعتبر الرمان المحصول الاقتصادي الرئيسي في الجبل الاخضر، حيث توجد أكثر من 27 ألف شجرة، وتعتبر قرى وادي بني حبيب، وسيق، والشريجة، والعيينة، والعقر، وحيل اليمن، والمناخر، وقطنة، والسوجرة، والقشع، من أهم القرى التي تشتهر بزراعة الرمان وإنتاجه.
كانت ولاية الجبل الأخضر نيابة تابعة لولاية نزوى إلى أن رفع المرسوم السلطاني رقم 2022/36 المستوى الإداري للجبل الأخضر من نيابة إلى ولاية.

## الوصلات الخارجية

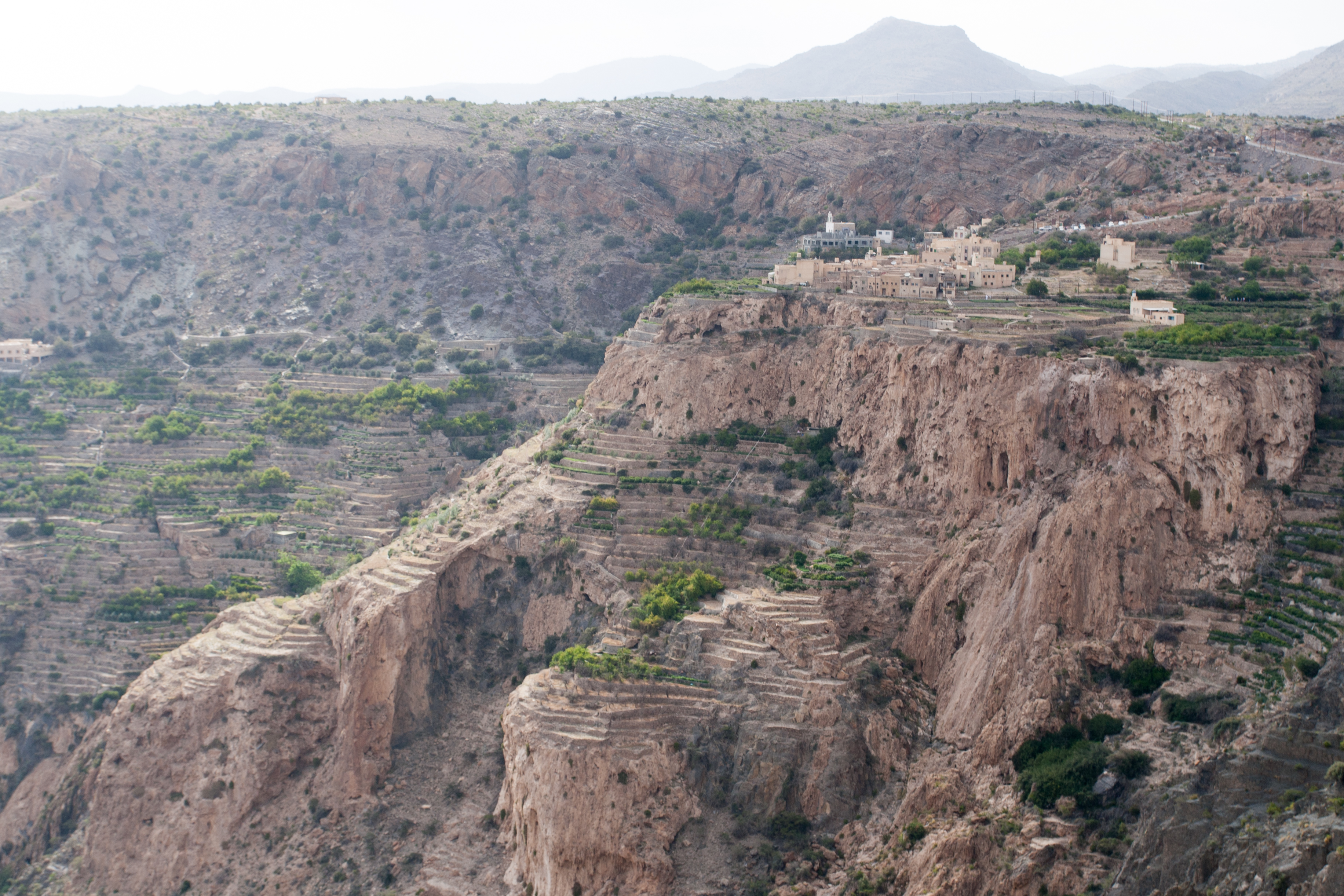
الجبل الأخضر

ولاية الجبل الأخضر، البوابة الإعلامية، وزارة الإعلام، سلطنة عمان.
مجلة الرؤية، #الجبل الأخضر
مجلة عمان، تطوير الجبل الأخضر
مجلة عمان، الجبل الأخضر جنة تعانق السماء